# NGC 2475
NGC 2475 é uma galáxia elíptica (E) localizada na direcção da constelação de Lynx. Possui uma declinação de +52° 51' 26" e uma ascensão recta de 7 horas, 57 minutos e 58,8 segundos.
A galáxia NGC 2475 foi descoberta em 9 de Janeiro de 1856 por William Parsons.